# ریدیوشک

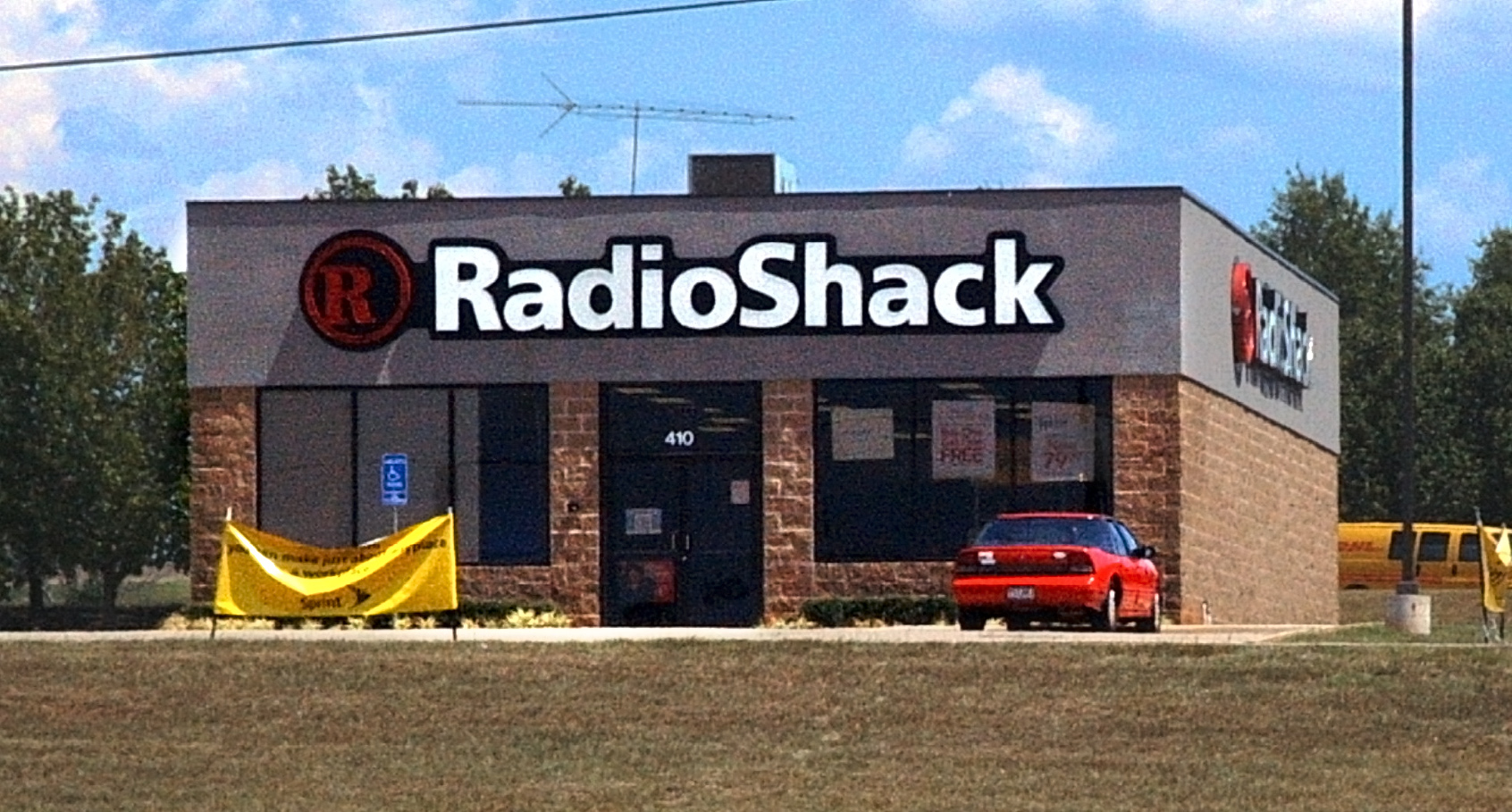
شعبه‌ای از فروشگاه‌های ریدیوشک، در تکسارکنا، تگزاس

ریدیوشک، (به انگلیسی: RadioShack) (که پیشتر بنام تندی کورپوریشن شناخته می‌شد) شرکت خرده‌فروشی آمریکایی است، که در زمینه توزیع کالاهای الکترونیکی مصرفی، در ایالات متحده آمریکا، اروپا، آفریقا و آمریکای جنوبی فعالیت می‌نماید. 
شرکت ریدیوشک در سال ۱۹۲۱ توسط برادران داچمن راه‌اندازی شد و در حال حاضر دارای ۷٫۱۵۰ شعبه در کشورهای مختلف جهان می‌باشد. دفتر مرکزی این شرکت در شهر فورت وورث، تگزاس، ایالات متحده آمریکا قرار دارد و سهام آن در بازار بورس نیویورک معامله می‌شود.